# Comuna Strizivojna, Osijek-Baranja
Strizivojna este o comună în cantonul Osijek-Baranja, Croația, având o populație de 2.525 de locuitori (2011).

## Demografie
Componența etnică a comunei Strizivojna
     Croați (99,49%)
     Necunoscut (0%)
     Neclasificat (0,48%)
Componența confesională a comunei Strizivojna
     Catolici (98,34%)
     Necunoscută (0,87%)
     Alte religii (0,79%)
Conform recensământului din 2011, comuna Strizivojna avea 2.525 de locuitori. Din punct de vedere etnic, majoritatea locuitorilor (99,49%) erau croați. Din punct de vedere confesional, majoritatea locuitorilor (98,34%) erau catolici. Pentru 0,87% din locuitori nu este cunoscută apartenența confesională.